# Alstonia constricta
Alstonia constricta är en oleanderväxtart som beskrevs av Ferdinand von Mueller. Alstonia constricta ingår i släktet Alstonia och familjen oleanderväxter. Inga underarter finns listade i Catalogue of Life.